# Socrat Mardari
Socrat Mardari, romunski general, * 1894, † 1954.